# (S)-N-アセチル-1-フェニルエチルアミンヒドロラーゼ
(S)-N-アセチル-1-フェニルエチルアミンヒドロラーゼ((S)-N-acetyl-1-phenylethylamine hydrolase、EC 3.5.1.85)は、以下の化学反応を触媒する酵素である。
N-アセチルフェニルエチルアミン + 水{\displaystyle \rightleftharpoons }フェニルエチルアミン + 酢酸
従って、この酵素の基質は、N-アセチルフェニルエチルアミンと水の2つ、生成物はフェニルエチルアミンと酢酸の2つである。
この酵素は加水分解酵素、特に鎖状アミドの炭素-窒素結合に作用するものに分類される。系統名は、(S)-N-アセチルフェニルエチルアミン:H20 ヒドロラーゼ((S)-N-acetylphenylethylamine:H2O hydrolase)である。少なくともフッ化フェニルメチルスルホニルは、この酵素に対する酵素阻害剤であることが知られている。